# 昂特纳贝
昂特纳贝（开发代号：HU-308、PPP-003、ARDS-003），分子式C27H42O3，是一种人工合成的HU系列大麻素，由耶路撒冷希伯來大學的拉斐尔·梅舒朗团队在1990年代晚期开发。